# كحل أسود قلب أبيض
كحل أسود قلب أبيض، مسلسل تلفزيوني كويتي، عرض في الأول من شهر رمضان للعام الميلادي 2017. إخراج محمد دحام الشمري اقتبس العمل من مجموعة قصصية للكاتبة منى الشمري بعنوان «يسقط المطر تموت الأميرة» التي صدرت في عام 2012، تدور أحداثه في ستينات القرن العشرين.

## قصة المسلسل
تدور أحداث العمل حول «منيرة المرتفع» تاجرة الذهب القوية والمتكبرة تهرب الذهب من الهند إلى الكويت لتبيعه إلي تجار الذهب، تعيش مع شقيقتها الصغرى «سارة» المطلقة الذي يحبها صديق الأسرة «مساعد»، ومع أبناءها الثلاث أكبرهم «يوسف» الذي انجبته من زوجها الإول البدوي الغني الذي ورثته واصبحت غنية ثم تزوجت حبيبها الأول ابن عمها الذي غرق أمام عينيها في البحر في إحدى رحلاتها لتهريب الذهب، ولديها منه أبنان «ناصر» المتخلف عقليًا والذي تقوم خادمتها «موزة» برعايته والثاني الأصغر هو «خالد» المتزوج من «نورة» وله ثلاث أبناء وهم لولوة وسعود وضاري وهو يقوم بإدارة محلاتها وتجارتها، لايسلم أحد من تحكم «منيرة» وجبروتها وتسلطها إلا انها تنكسر بعد وفاة حفيدها المفضل ضاري.

## المشاركين
- عبد المحسن النمر ... بدور يوسف الفاحش.
- هبة الدري ... بدور سارة المرتفع.
- بثينة الرئيسي ... بدور نورة.
- مرام البلوشي ... بدور موزة الخادمة.
- نور ... بدور منيرة المرتفع.
- حسين المهدي ... بدور مساعد.
- عبد الله التركماني ... بدور ناصر.
- فوز الشطي ... بدور غالية.
- ميس كمر ... بدور كميلة العراقية.
- عبد الله السيف ... بدور خالد المرتفع.
- جاسم النبهان ... بدور أبو عبد الله المرتفع.
- عبد الله الباروني ... بدور أبو غانم.
- أحلام حسن ... بدور الساحرة الطيبة.
- رهف العنزي ... بدور لولوة خالد المرتفع.
- روان الصايغ ... بدور جولي.
- غرور ... بدور سبيكة أم مساعد.
- منى حسين ... بدور أم غانم.
- غزلان ... بدور أسما شقيقة نورة.
- سناء القطان ... بدور نوال.
- عبد المحسن القفاص ... بدور زيد (ضيف شرف).
- إبراهيم البيراوي ... بدور أسامة.
- فوزية محمد ... بدور أم نورة.
- أمل محمد ... بدور أم غالية.
- نواف العلي ... بدور فيصل.